# Политические партии Словакии

## Основные (представленные в парламенте)
- Курс — социальная демократия
- Мост
- Народная партия — наша Словакия
- Свобода и солидарность
- Словацкий демократический и христианский союз — Демократическая партия
- Словацкая национальная партия
- Христианско-демократическое движение

## Остальные
- Партия венгерской коалиции
- Народная партия — Движение за демократическую Словакию (ДЗДС)
- Консервативные демократы Словакии
- Коммунистическая партия Словакии
- Свободный форум
- Альянс новых граждан
- Гражданская консервативная партия
- Партия зелёных

## Исторические
- Глинкова словацкая народная партия
- Общественность против насилия